# 文詠珊
文咏珊（英語：Janice Man Wing Shan，1988年12月29日—），香港演员，于2002年平面模特兒入行。2007年起拍港產片，2016年、2017年憑《赤道》、《寒戰II》入圍香港电影金像奖最佳女配角，2015年起在中國大陸拍攝電視劇，代表作是2017年古裝劇《九州·海上牧雲記》盼兮、2018年网劇《冒險王衛斯理》方天涯、2020年电视剧《风声》李宁玉、2023年電影《消失的她》假李木子。

## 簡介

### 背景
文詠珊小學曾就讀國際學校， 但之後家道中落， 移居香港荃灣梨木樹邨，曾就讀香港浸信會聯會小學（2000年小六），2005年重讀一年中五年級，2006年畢業於紡織學會美國商會胡漢輝中學。学生时期，文咏珊加入学校管弦乐团小提琴队，并参加话剧表演。期間於13歲至14歲之間時在街上被星探發掘，簽約種星堂，成為香港新一代青春封面模特兒始祖，被譽為「𡃁界女神」。於2007年獲邀客串參與電影《十分愛》拍攝，從此開始其電影事業。期間參與多部電影拍攝，包括《愛‧鬥大》、《內衣少女》、《愛情故事》。

### 娛樂、演藝事業
文詠珊約滿種星堂後，2009年簽約Amusic成為旗下藝人，老闆黎明更在Dream Wedding Leon Live Summer 09中邀請文詠珊當嘉賓。在Amusic5年間，文詠珊與多位影視紅星合作拍攝了3部部電影，拍摄《那夜凌晨，我坐上了旺角開往大埔的紅van》、《大追捕》等，其中《那夜凌晨，我坐上了旺角開往大埔的紅van》入圍第64屆柏林影展「電影大觀」、第38屆香港國際電影節開幕電影。。2015年文詠珊參與拍攝《兇手還未睡》、與周潤發合作拍攝《寒戰II》。具有時裝觸覺的文詠珊，於2011年第30屆香港電影金像獎頒獎禮上獲得所有評審認同，獲頒最佳衣著獎。2014年，文詠珊受邀到米蘭、巴黎出席時裝週，出席Fendi、Vivienne Westwood、Chloé等國際品牌時裝秀。

### 中國大陸市場
2014年7月25日宣佈加盟太陽娛樂文化 ，並將市場擴展至中國大陸，2014年—2015年期間於中國大陸拍攝了1部抗日電視劇《畢業歌》、投資近1.5億人民幣大型武俠劇《蜀山戰紀之劍俠傳奇》，「蜀山小師妹」形象深入民心，成功開拓國內市場。2016年拍攝投資超過3億元人民幣大型古裝魔幻劇《九州·海上牧雲記》。2017年，在大陸與李雲亮導演合作《風聲》。2018年，接受訪問時表示幸好3年前能搭上北往內地發展事業的尾班車，拍劇拍戲頻繁來往陸港2地，回望當初，心頭捏一把汗。亦慶幸能夠自己做自己事，而自己便是自己最大障礙，欲邁步向前，必須遇驚愈做，遇強愈強。2020年12月24日，与徐璐等合作主演的年代谍战剧《风声》播出。她在剧中饰演剿总队机要处译电科科长李宁玉。2021年2月，她參演的《唐人街探案3》上映，在電影中飾演小林杏奈母親。

## 個人生活

### 感情婚姻
- 2019年9月8日，文咏珊与吴启楠正式结婚。

## 影視作品

### 電影
| 上映年份 | 电影名稱                                  | 角色             | 备注                                 |
| 2007年   | 《十分愛》                                | 大力前女友       |                                      |
| 2008年   | 《愛·鬥大》                               | Janice           |                                      |
| 2008年   | 《內衣少女》                              | Donut            |                                      |
| 2009年   | 《愛情故事》                              | 小樽             |                                      |
| 2010年   | 《為你鍾情》                              | 方穎芝（Monica） |                                      |
| 2011年   | 《報應》                                  | Daisy            |                                      |
| 2011年   | 《Laughing Gor之潛罪犯》                  | 符莉彤（Carmen） |                                      |
| 2012年   | 《大追捕》                                | 徐依雲、徐雪     |                                      |
| 2012年   | 《热爱岛》                                | 珍妮丝           |                                      |
| 2013年   | 《臨終囧事》                              | 白玉潔           |                                      |
| 2014年   | 《那夜凌晨，我坐上了旺角開往大埔的紅van》 | Yuki             |                                      |
| 2015年   | 《怪談》                                  | 孟佩雯           |                                      |
| 2015年   | 《赤道》                                  | 張怡君           | 入圍第35屆香港電影金像獎最佳女配角。 |
| 2015年   | 《巴黎假期》                              | Nicole           |                                      |
| 2016年   | 《寒戰II》                                | 歐詠恩           | 入圍第36屆香港電影金像獎最佳女配角。 |
| 2016年   | 《兇手還未睡》                            | 曾斯敏           |                                      |
| 2017年   | 《狂獸》                                  | 阿雪             | 榮獲2019佛山功夫電影周優秀女演員。   |
| 2021年   | 《唐人街探案3》                           | 小林杏奈的母親   |                                      |
| 2021年   | 《誤殺2》                                 | 阿玲             |                                      |
| 2022年   | 《倚天屠龍記之九陽神功》                  | 趙敏             | 網路首播                             |
| 2022年   | 《倚天屠龍記之聖火雄風》                  | 趙敏             | 網路首播                             |
| 2023年   | 《望道》                                  | 蔡慕暉           |                                      |
| 2023年   | 《消失的她》                              | 假李木子         |                                      |
| 2023年   | 《莫斯科行動》                            | 李素真           |                                      |
| 未播出   | 《黎明勳章》                              | 李媛             |                                      |

### 電視劇（香港電台）
| 上映年份 | 電視劇名稱                      | 角色   | 备注 |
| 2007年   | 《過渡青春》                    | Janice |      |
| 2008年   | 《512活在香港》中的《消．廢》篇 |        |      |

### 電視劇(中國大陸)
| 上映年份 | 電視劇名稱             | 角色   | 备注                                             |
| 2015年   | 《畢業歌》             | 王多穎 |                                                  |
| 2015年   | 《蜀山战纪之剑侠传奇》 | 周青云 |                                                  |
| 2016年   | 《相爱穿梭千年2》      | 王霖   |                                                  |
| 2017年   | 《九州·海上牧云记》    | 盼兮   |                                                  |
| 2019年   | 《只為遇見你》         | 高潔   |                                                  |
| 2020年   | 《风声》               | 李寧玉 | 第32届华鼎奖中国近现代题材电视剧最佳女演员提名。 |
| 2021年   | 《天龍八部》           | 王語嫣 | [ 5 ] [ 註 1 ]                                   |
| 2021年   | 《雪中悍刀行》         | 徐渭熊 |                                                  |
| 未播出   | 《守望蒼穹》           | Sarah  |                                                  |
|          | 《廣州十三行》         | 卢畅云 |                                                  |
|          | 《不眠日》             |        | 網絡劇                                           |

### 網絡劇
| 上映年份 | 網絡劇名稱               | 角色   | 备注   |
| 2010年   | 《HEART OF GOLD》        | 紅銀河 |        |
| 2018年   | 《冒險王衛斯理之藍血人》 | 方天涯 | 網絡劇 |
| 2024年   | 《藏海花》               | 張海杏 | 網絡劇 |

### 获奖记录
| 年份   | 颁奖典礼                                         | 奖项             | 结果 |
| 2011年 | 第30届香港电影金像奖典礼                         | 最佳衣着奖       | 獲獎 |
| 2016年 | 第35届香港电影金像奖                             | 最佳女配角奖     | 提名 |
| 2017年 | 第36届香港电影金像奖                             | 最佳女配角奖     | 提名 |
| 2021年 | 第32届华鼎奖中国近现代题材电视剧                 | 最佳女演员       | 提名 |
| 2023年 | 微博电影之夜                                     | 年度突破演员     | 獲獎 |
| 2023年 | 第15届澳门国际电影节                             | 最佳女配角       | 獲獎 |
| 2023年 | 2023爱奇艺尖叫之夜电影单元                       | 年度女配角       | 獲獎 |
| 2023年 | 第四届新时代国际电影节金扬花奖新时代             | 最具突破女演员   | 獲獎 |
| 2023年 | 腾讯视频星光大赏                                 | 年度突破电影演员 | 獲獎 |
| 2023年 | 搜狐时尚盛典                                     | 年度飞跃人物     | 獲獎 |
| 2024年 | 2023微博之夜                                     | 微博年度闪耀演员 | 獲獎 |
| 2024年 | 2023-2024年度中国电影大数据暨电影频道M榜荣誉之夜 | 年度关注演员     | 獲獎 |
| 2024年 | 2024年微博电影之夜                               | 年度闪耀演员     | 獲獎 |
| 2024年 | 第37届大众电影百花奖                             | 最佳女配角       | 提名 |
| 2024年 | 金隆都奖                                         | 最佳女配角       | 獲獎 |

## 節目作品
| 播出年份 | 播出日期 | 節目名稱             | 備註                 |
| 2019年   | 3月16日  | 快乐大本营           | 宣傳《只為遇見你》。 |
| 2021年   | 1月9日   | 大戏看北京           | 宣傳《风声》。       |
| 2021年   | 1月11日  | 大戏看北京           | 宣傳《风声》。       |
| 2021年   | 4月7日   | 我是你的蓝朋友       |                      |
| 2021年   | 4月21日  | 我是你的蓝朋友       |                      |
| 2022年   | 11月6日  | 这十年我们的电影生活 |                      |
| 2023年   | 7月8日   | 光影星播客           |                      |
| 2024年   | 3月9日   | 幸运旅行家           |                      |
| 2024年   | 3月16日  | 幸运旅行家           |                      |
| 2024年   | 3月23日  | 幸运旅行家           |                      |
| 2024年   | 5月9日   | 嘉人自友约           |                      |

## 音樂作品

### 歌曲
| 年份   | 歌曲名稱     | 备注                 |
| 2009年 | 《Man》      |                      |
| 2023年 | 《海底星空》 | 消失的她宣传推广曲。 |

### 参演MV
| 年份   | 歌曲名稱     | 歌手   |
| 2005年 | 《明星》     | 古巨基 |
| 2007年 | 《六天》     | 周柏豪 |
| 2010年 | 《掛念好友》 | 王灝兒 |
| 2011年 | 《遲d見》    | 黎明   |
| 2014年 | 《如初》     | 許志安 |
| 2021年 | 《别闹》     | 林峯   |

## 其它作品

### 社会活动
| 年份   | 社会活动                       |
| 2010年 | “青海地震赈灾慈善义卖”活动     |
| 2012年 | “公益金便服日”20周年活动       |
| 2013年 | “一人一照撑同志反歧视行动”活动 |
| 2021年 | 为河南暴雨灾情捐款             |

### 主持
| 年份   | 典禮名稱               |
| 2010年 | 《十大中文金曲頒獎禮》 |

### 小說
| 年份   | 小說名稱          | 角色 |
| 2013年 | 《七宗罪 (小說)》 | 憤怒 |

### 配音
| 年份   | 電影名稱                 | 角色   |
| 2008年 | 《我和尋回犬的10個約定》 | 亞嘉莉 |
| 2010年 | 《外星51》               |        |

### 雜誌/街拍/寫真
| 年份/月份    | 雜誌/街拍              | 備註           |
| 2014年8月    | More                   | 封面           |
| 2014年8月    | Zip Magazine           | 封面           |
| 2014年9月    | Me Magazine獨立時代    | 封面           |
| 2014年10月   | Me Magazine獨立時代    | 封面           |
| 2014年11月   | 100模                  | 封面           |
| 2015年2月    | ELLE                   | 封面           |
| 2015年7月    | Marie Claire           | 封面           |
| 2015年12月   | Jessica                | 封面           |
| 2015年12月   | Me Magazine獨立時代    | 封面           |
| 2015年12月   | Zip Magazine           | 封面           |
| 2016年1月    | Marie Claire           | 封面           |
| 2016年2月    | 时尚芭莎BAZAAR香港版   | 封面           |
| 2016年3月    | Me Magazine獨立時代    | 封面           |
| 2016年4月    | More                   | 封面           |
| 2016年7月    | ELLE香港               | 封面           |
| 2016年10月   | More                   | 封面           |
| 2017年1月    | Marie Claire           | 封面           |
| 2017年1月    | 街拍圣经 STYLEBIBLE    | 封面           |
| 2017年2月    | 時尚COSMOPOLITAN       | 内页           |
| 2017年4月    | ELLESHOP               | 街拍           |
| 2017年4月    | 我们的街拍时刻         | 第294期        |
| 2017年4月    | Uka时尚优咖            | 内页           |
| 2017年5月    | Jessica                | 封面           |
| 2017年5月    | GQ智族                 | 内页           |
| 2017年7月    | InStyle优家画报        | 内页           |
| 2017年8月    | 红秀GRAZIA             | 第316期        |
| 2017年8月    | 红秀王牌街拍           | 第15期         |
| 2017年8月    | 周末画报               | 第972期        |
| 2017年10月   | IN Snap 潮流街拍       | 封面           |
| 2017年11月   | 香蕉街拍               | 街拍           |
| 2017年12月   | CHIC 小资风尚          | 封面           |
| 2018年1月    | 第壹街拍               | 封面           |
| 2018年1月    | 装偶像FUN              | 封面           |
| 2018年1月    | STARBOX                | 内页           |
| 2018年3月    | ELLE                   | 封面           |
| 2018年3月    | 精美JSTYLE             | 封面           |
| 2018年4月    | IF时尚                 | 内页           |
| 2018年5月    | Maire Claire           | 封面           |
| 2018年5月    | 甜麦圈                 | 封面           |
| 2018年6月    | SIZE潮流生活           | 内页           |
| 2018年6月    | 时装LOFFICIEL          | 内页           |
| 2018年6月    | GUCCI 合作系列大片     |                |
| 2018年6月    | Jessica                | 封面           |
| 2018年7月    | STYLE时代风尚          | 内页           |
| 2018年8月    | itMode                 | 内页           |
| 2018年9月    | 时尚COSMO              | 内页           |
| 2019年4月    | 时尚COSMO              | 封面           |
| 2019年7月    | Jessica                | 封面           |
| 2019年10月   | ELLE香港版             | 封面           |
| 2019年11月   | COSMO BRIDE香港版      | 封面           |
| 2019年12月   | BAZAAR 香港版          | 封面           |
|              | 时尚新娘               | 12周年纪念特刊 |
| 2020年2月    | Marie Claire           | 封面           |
| 2020年3月    | Zip Magazine           | 封面           |
| 2020年6月    | 搜狐时尚 风格          |                |
| 2020年6月    | 橘子街拍               | 第92期         |
| 2020年6月    | InStyle优家画报        | 第600期        |
| 2020年7月    | 第壹街拍               | 封面           |
| 2020年7月    | VW Magazine            | 封面           |
| 2020年8月    | 我们的街拍时刻         | 第463期        |
| 2020年9月    | 本竹画册BAMBOO ALBUM   | 封面           |
| 2020年9月    | NT snap 纽糖           | 封面           |
| 2020年9月    | 我们的街拍时刻         | 第467期        |
| 2020年9月    | STARBOX                | 封面           |
| 2020年10月   | 壹号THE ONE 电子刊     | 封面           |
| 2020年11月   | Trendmo趋势            | 内页           |
| 2020年12月   | ChanceFashion          | 封面           |
| 2021年1月    | MmingPR 明星时尚要闻   | 封面           |
| 2021年1月    | Star Topic 星光邦      | 封面           |
| 2021年1月    | Target目标             | 封面           |
| 2021年2月    | Share分享客            | 封面           |
| 2021年2月    | WiTrip玩趣天下         | 封面           |
| 2021年2月    | 中国服饰               | 封面           |
| 2021年2月    | Purple Pearl 臻品      | 封面           |
| 2021年2月    | 岛Island画报           | 封面           |
| 2021年2月    | YOURS此刻              | 封面           |
| 2021年4月    | SENSE                  | 封面           |
| 2021年5月    | 嘉人Marie Claire       | 内页           |
| 2021年9月    | 时尚芭莎 BAZAAR        | 内页           |
| 2021年10月   | LEON男人风尚           | 内页           |
| 2021年11月   | SIZE潮流生活           | 封面           |
| 2021年12月   | 时尚芭莎 BAZAAR 电影组 | 内页           |
| 2022年1、2月 | 昕薇                   | 封面           |
| 2022年3月    | 旅游天地               | 封面           |
| 2022年6月    | VW magazine            | 封面           |
| 2022年9月    | FIGARO HK              | 封面           |
| 2022年11月   | 格调                   | 封面           |
| 2023年2月    | 时尚芭莎               | 内页           |
| 2023年5月    | 时尚芭莎香港版         | 封面           |
| 2023年6月    | 赫德斯                 | 封面           |
| 2023年7月    | 大众电影               | 封面           |
| 2023年7月    | V视界大赏              | 内页           |
| 2023年7月    | 瑞丽伊人风尚           | 封面           |
| 2023年8月    | 时装LOFFICIEL          | 封面           |
| 2023年8月    | 周末画报               | 第1287期       |
| 2023年9月    | SoFigaro中文版         | 封面           |
| 2023年10月   | 红秀GRAZIA             | 第632期        |
| 2024年1月    | APART中文版            | 封面           |
| 2024年2月    | 时尚COSMO              | 内页           |
| 2024年2月    | Ming Watch             | Vol. 081封面   |
| 2024年3月    | ELLE                   | 封面           |
| 2024年3月    | 精品购物指南LifeStyle  | 封面           |
| 2024年3月    | 时尚先生Esquire        | 内页           |
| 2024年4月    | 瑞丽伊人风尚           | 封面           |
| 2024年4月    | W中文版                | 内页           |
| 2024年9月    | W中文版                | 内页           |
| 2024年10月   | 红秀GRAZIA             | 第685期封面    |
| 2024年11月   | 精彩OK                 | 封面           |
| 2024年12月   | GLASS中文版            | 封面           |

## 外部連結
- 文詠珊在香港影庫上的簡介
- 文詠珊在互联网电影资料库（IMDb）上的資料（英文）
- 文詠珊的Facebook專頁
- 文詠珊的Instagram帳戶
- 文詠珊的新浪微博
- JaniceMan文咏珊抖音 （页面存档备份，存于）
- Janice Man 個人Profile - 太陽娛樂文化
- 文咏珊JaniceMan小红书 （页面存档备份，存于）